# 関山利夫
関山 利夫（せきやま としお、1937年（昭和12年）7月20日 - 1992年（平成4年）9月2日）は、日本の囲碁棋士。東京出身、関西棋院所属、九段。関西棋院第一位決定戦優勝2回など。関山利一第1期本因坊の長男。次男は関山利道九段。

## 経歴
1951年入段。1953年大手合2位。1957年五段。1959年大手合第一部優勝。1964年八段。1968年九段。1971年プロ十傑戦出場。1977年関西棋院第一位決定戦決勝で石井新蔵を2-0で破って優勝。1980年、第5期棋聖戦で全段争覇戦から最高棋士決定戦出場。1985年碁聖戦ベスト8。1991年関西棋院第一位決定戦では小学生からの友人である小山靖男を決勝で破り2度目の優勝。
上の妹の夫が橋本昌二九段、下の妹の夫が倉橋正蔵八段。
他の棋歴
- 関西棋院第一位決定戦 準優勝 1967、81年